# 重力崩壊

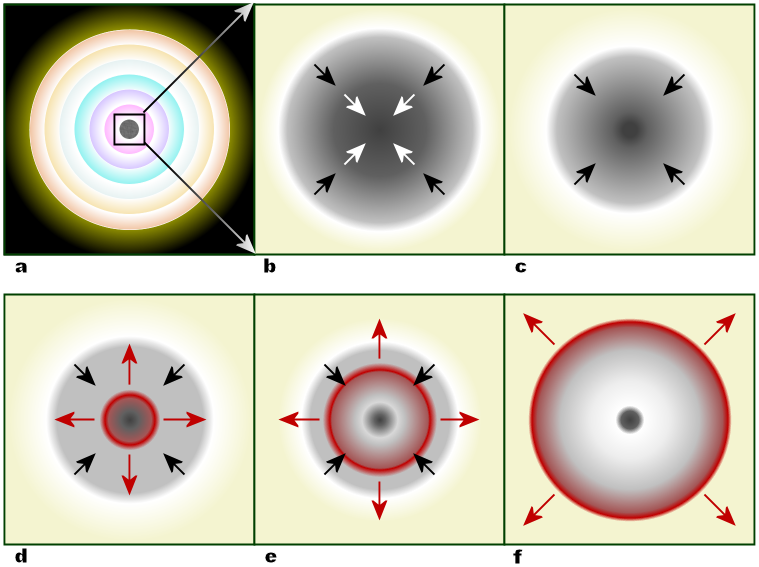
重力崩壊のメカニズムのモデル

重力崩壊（じゅうりょくほうかい）とは、重力に耐え切れずに崩壊する物理現象。

## 天文学
天文学分野においては、末期の恒星が自らの重力に耐え切れずに崩壊する物理現象。
恒星は重力によって中心部に向かって凝縮している一方で、プラズマの熱運動や電気的な反発力によって一定の大きさを保っている。核融合が進むと原子量の小さい原子核が無くなることによって核融合が停止し、反発力が衰える。それによって恒星はより凝縮され、再び核融合が始まれば凝縮が止まる。しかし、中心部が鉄で占められるようになると（原子番号が鉄付近の原子核は最も安定した状態の原子核であるため、これ以上の核融合は起こらない）、今度は鉄がガンマ線を吸収しヘリウムと中性子に分解される光崩壊が起こることになる。すると、星の中心部は空洞と同じ状態になり、今度は周りの物質が急激に中心へ落ち込み圧縮される。この圧縮により中心部にコアができ、そのコアで反射した衝撃波が外部へ広がり、星が崩壊する。これが重力崩壊であり、II型の超新星爆発である。
中心部の圧縮されたコアは、ブラックホールまたは中性子星となる。
また、理論予想としては、さらに核子が融解してクォークが剥き出しになるクォーク星の存在が考えられている。

## 地学
地学分野においては、山体や斜面などが地球重力に耐えきれず崩壊する物理現象。山体の場合は山体崩壊とも呼ばれる。
噴火活動中の火山でこの現象が生じると、火砕流を生じる事がある。